# Cocoicola livistonicola
Cocoicola livistonicola är en svampart som beskrevs av K.D. Hyde, J. Fröhl. & Joanne E. Taylor 1997. Cocoicola livistonicola ingår i släktet Cocoicola och familjen Phaeochoraceae.   Inga underarter finns listade i Catalogue of Life.